# Yazidíes
Los yazidíes, también conocidos como los yezidis (en kurdo: ئێزیدی, romanizado: Êzîdî) son un grupo endogámico y en su mayoría de habla kurmanyi, de origen étnico impugnado, indígena de Irak, Siria y Turquía. La mayoría de los yazidíes que permanecen en el Medio Oriente viven en Irak, principalmente en las gobernaciones de Nínive y Dohuk. La religión yazidí es monoteísta y se remonta a las antiguas religiones mesopotámicas, y también tiene algunas similitudes con las religiones abrahámicas.
En agosto de 2014, los yazidíes se convirtieron en víctimas de un genocidio por parte del Estado Islámico de Irak y el Levante, en su campaña por eliminar de Irak y sus países vecinos las influencias no islámicas.

## Orígenes
El propio nombre de los yazidíes es Iszidî o Êzîdî o, en algunas áreas, Dasinî —este último, estrictamente hablando, es un nombre tribal—. Los eruditos occidentales derivan el nombre del califa omeya Yazīd ibn Mu‘āwiya ibn Abī Sufyān (Yazid I). Anteriores eruditos y muchos yazidíes lo derivan del antiguo iraní yazata, el persa medio yazad, el ser divino.

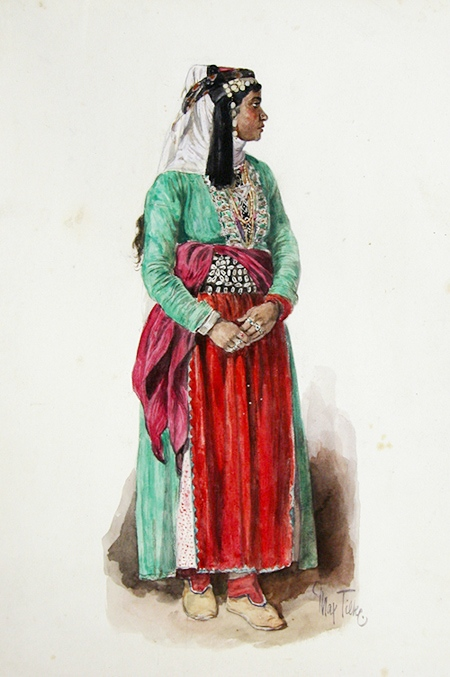
Mujer yazidí con traje tradicional.

Una de las figuras importantes del yazidismo es Adi ibn Musafir, este jeque se estableció en el valle de Lalish —a unos 58 kilómetros al noreste de Mosul— en las montañas de Yazidi a principios del siglo XII y fundó la orden Adawiyya Sufi. Murió en 1162, y su tumba en Lalish es un punto focal de la peregrinación yazidí y el principal lugar sagrado. El yazidismo tiene muchas influencias: la influencia y las imágenes sufíes se pueden ver en el vocabulario religioso, especialmente en la terminología de la literatura esotérica de los yazidíes, pero gran parte de la teología no es islámica. Su cosmogonía aparentemente tiene muchos puntos en común con las de las antiguas religiones iranias mezcladas con elementos de las antiguas tradiciones religiosas mesopotámicas preislámicas, pero bien establecidas, sin embargo, hay similitudes entre los yazidíes y los yaresanos, algunas de las cuales se remontan a elementos de una antigua fe que probablemente dominaba entre los iraníes occidentales, y se comparan con las prácticas de la pre religión mitraica zoroástrica.

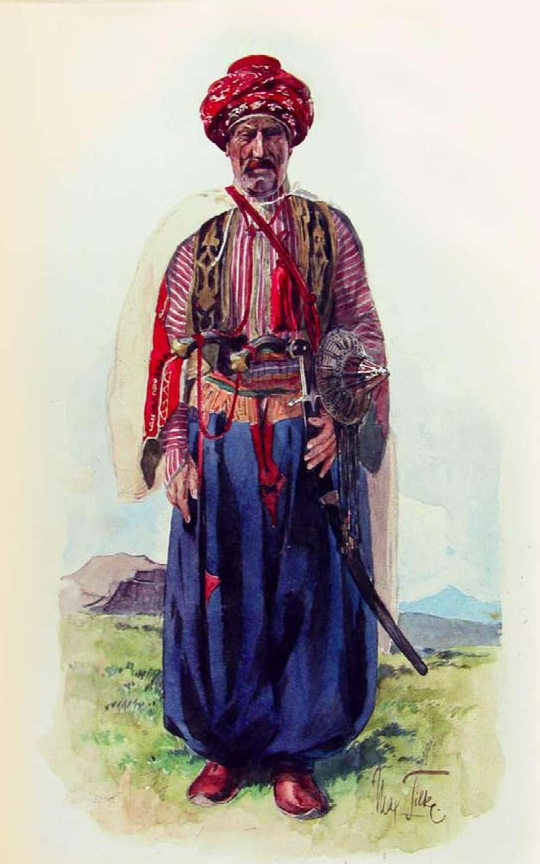
Hombre yazidí con traje tradicional.

Mehrdad Izady define el yazdanismo como una antigua religión hurrita y afirma que Mitanni podía haber introducido parte de la tradición védica que parece manifestarse en el yazdanismo. Además, derivó el término de un concepto zoroastriano de seres sagrados (Persa medio: Yazdān), a menudo traducido como «ángeles» o «arcángeles». Mientras se refiere al «iazdânismo» como posiblemente el nombre real de esta antigua religión y las fuentes de la designación moderna,'Yezidi', él ha publicado evidencia de esta afirmación únicamente en su libro de 1992, Kurds: A Concise Handbook. 
Una de las pocas fuentes antiguas que mencionan a los «sipâsîâns», considerados sinónimos de los yazadíes, es el Dabestân-e Madâheb, escrito entre 1645 y 1658.
Los primeros escritores intentaron describir los orígenes yazidíes, en términos generales, en términos de Islam, o persa, o a veces incluso de religiones paganas; sin embargo, investigaciones publicadas desde la década de 1990 han demostrado que este enfoque es simplista.
Otra teoría de los orígenes yazidíes es dada por el erudito persa Al-Shahrastani, según el cual, los yazidíes son seguidores de Yezid bn Unaisa, que mantuvo amistad con el primer Muhakkamah antes de Azraquita. El primer Muhakkamah es un apelativo aplicado a la cismática musulmana llamada Al-Hawarij. En consecuencia, se puede inferir que los yazidíes eran originalmente una subsecta harijita. Yezid bn Unaisa además, se dice que simpatizaba con los ibadíes, una secta fundada por Abd Allāh ben Ibâd.

## Demografía

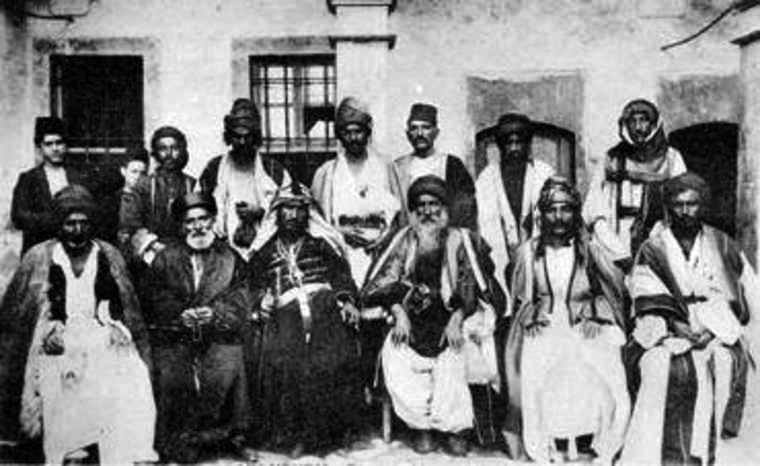
Líderes yazidíes y clérigos caldeos reunidos en Mesopotamia,.

Históricamente, los yazidíes vivían principalmente en comunidades ubicadas en los actuales Irak, Turquía y Siria, y también tenían un número significativo de ellos en Armenia y Georgia. Sin embargo, los acontecimientos ocurridos desde finales del siglo XX han dado lugar a un considerable cambio demográfico en estas zonas, así como a una emigración masiva,  por lo que las estimaciones de población son poco claras en muchas regiones, y las estimaciones del tamaño de la población total varían.

### Irak
La mayoría de la población yazidí vive en Irak, donde constituye una importante comunidad minoritaria. Las estimaciones del tamaño de estas comunidades varían significativamente, entre 70.000 y 500.000 personas. Se concentran especialmente en el norte de Irak, en la gobernación de Nínive. Las dos comunidades más grandes están en Shekhan, al noreste de Mosul y en Sinyar, en la frontera con Siria, a 80 kilómetros al oeste de Mosul.

Peregrinos y festival en Lalish el día del Año Nuevo Yezidi en 2017, en la gobernación de Dohuk, Kurdistán iraquí.

 En Shekhan está el santuario del jeque Adi ibn Musafir en Lalish. A principios del siglo XX, la mayor parte de la población asentada en el desierto sirio eran yazidíes. Durante el siglo XX, la comunidad de Shekhan luchó por el dominio de la comunidad más conservadora de Sinyar. El perfil demográfico probablemente ha cambiado considerablemente desde el comienzo de la guerra de Irak en 2003 y la caída del gobierno de Saddam Hussein.

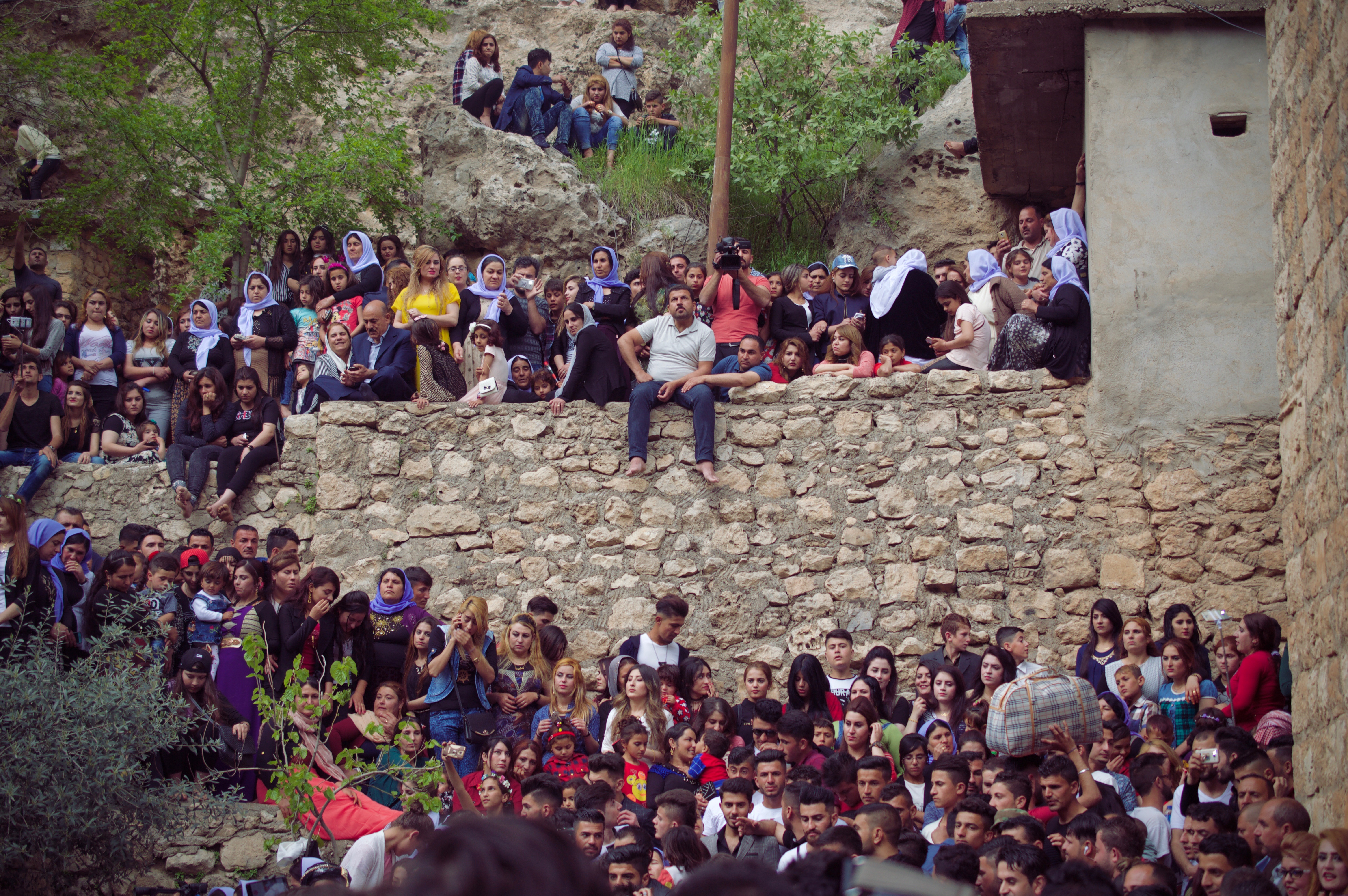
Celebración del Año Nuevo yazidi en Lalish, 18 de abril de 2017

Dos hombres yazidíes en la celebración de Año Nuevo en Lalish, 18 de abril de 2017.

Tradicionalmente, los yazidíes en Irak vivían aislados y tenían sus propias aldeas. Sin embargo, muchas de sus aldeas fueron destruidas por el régimen de Saddam. Los baazistas crearon aldeas colectivas y reubicaron por la fuerza a los yazidíes de sus aldeas históricas que fueron destruidas.
Según Human Rights Watch, los yazidíes estuvieron bajo el proceso de arabización de Saddam Hussein entre 1970 y 2003. En 2009, algunos yazidíes que habían vivido anteriormente bajo el proceso de arabización de Saddam Hussein se quejaron de las tácticas políticas de la región del Kurdistán para que los yazidíes se identificaran como kurdos. Un informe de Human Rights Watch (HRW), en 2009, declara que para incorporar los territorios en disputa del norte de Irak —en particular la provincia de Nínive— a la región kurda, las autoridades del PDK habían utilizado los recursos políticos y económicos de Gobierno Regional del Kurdistán para hacer que los yazidíes se identificaran como kurdos. El informe de HRW también critica las «tácticas de mano dura».

### Siria
Los yazidíes en Siria viven principalmente en dos comunidades, una en la zona de Al-Jazira y la otra en los Montes Kurdos. Las cifras de población de la comunidad yazidí siria no están claras. En 1963, la comunidad se estimaba en unos 10.000, según el censo nacional, pero las cifras de 1987 no estaban disponibles. Se ha estimado que podía haber entre 12.000 y 15.000 yazidíes en Siria en el 2004, aunque más de la mitad de la comunidad puede haber emigrado de Siria desde los años ochenta. Las estimaciones se complican todavía más con la llegada de hasta 50.000 refugiados yazidíes procedentes de Irak durante la guerra de Irak.

### Georgia

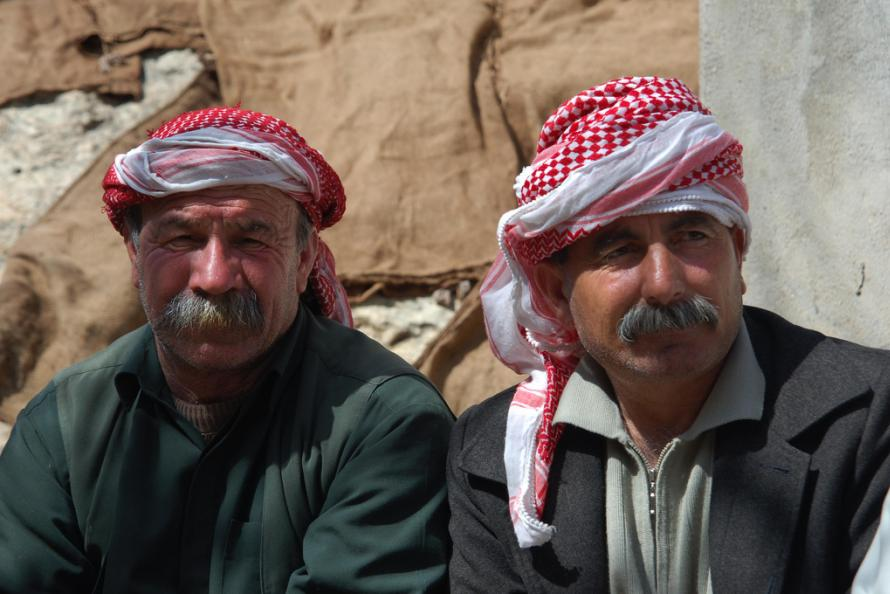
Hombres yazidíes.

La población de yazidíes en Georgia ha venido disminuyendo desde la década de 1990, debido principalmente a la migración económica hacia Rusia y Occidente. Según un censo realizado en 1989, había más de 30 000 yazidíes en Georgia; sin embargo, según el censo de 2002, únicamente quedaban en Georgia unos 18 000. Sin embargo, según otras estimaciones, la comunidad pasó de unas 30 000 personas a menos de 5000 durante la década de 1990. En el 2015 sumaban unos 6000, según algunos cálculos, incluidos los refugiados recientes de Sinyar, que huyeron a Georgia tras la persecución del EIIL. El 16 de junio de 2015, los yazidíes celebraron la apertura de un templo y un centro cultural llamado así en honor del sultán Ezid en Varketili, un suburbio de Tiflis. Este es el tercer templo de este tipo en el mundo después de los del Kurdistán iraquí y Armenia.

### Armenia
Según el censo de 2011, hay 35.272 yazidíes en Armenia, lo que los convierte en el grupo minoritario étnico más grande del país. Diez años antes, en el censo de 2001, 40.620 yazidíes estaban registrados.

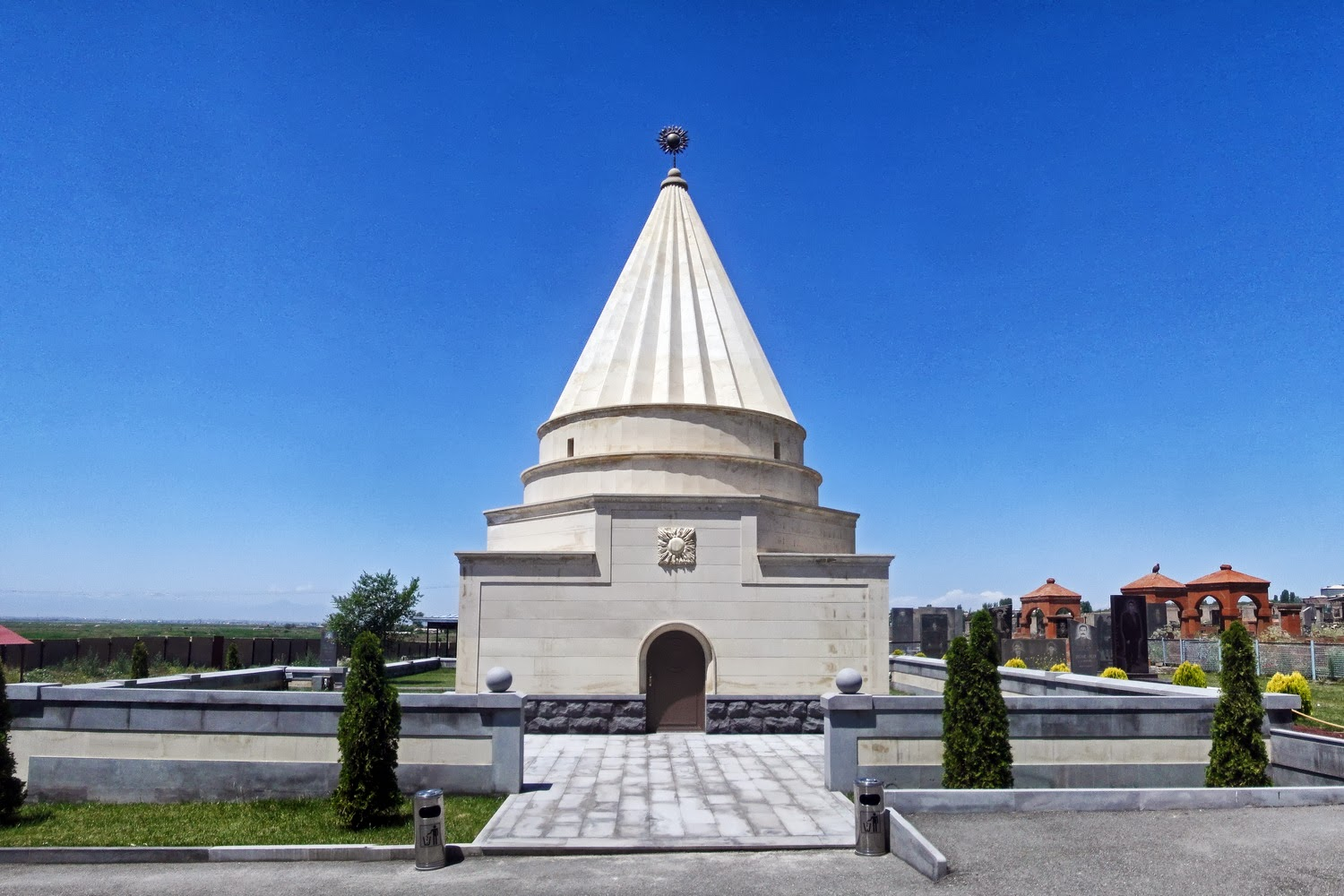
El templo Ziarat en Aknalich, Armenia

Tienen una presencia significativa en la provincia de Armavir. Los medios han estimado que el número de yazidíes en Armenia está entre 30 000 y 50 000. La mayoría de ellos son descendientes de refugiados que huyeron a Armenia para escapar de la persecución que habían sufrido anteriormente durante el dominio otomano, incluida una ola de persecución que ocurrió durante el genocidio armenio, cuando muchos armenios encontraron refugio en las aldeas yazidíes.
Hay un templo yazidí llamado Ziarat en el pueblo de Aknalich en la región de Armavir. La construcción de un nuevo templo también en Aknalich, llamado "Quba Mere Diwan", está en marcha. El templo está programado para convertirse en el templo Yazidí más grande del mundo y está financiado de forma privada por Mirza Sloian, un hombre de negocios yazidí con sede en Moscú que es originario de la región de Armavir.

### Turquía

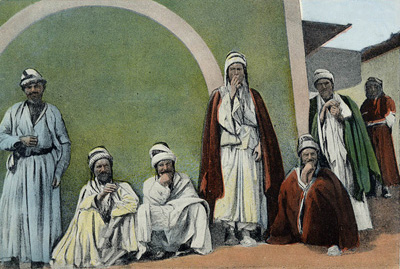
Hombres yazidíes en Mardin, Turquía, a finales del.

Una parte considerable de la población autóctona de yazidíes de Turquía huyó del país hacia la actual Armenia y Georgia a partir de finales del siglo XIX.  Hay comunidades adicionales en Rusia y Alemania debido a la reciente migración.
La comunidad de yazidíes de Turquía disminuyó precipitadamente durante el siglo XX. La mayoría de ellos ha emigrado a Europa, particularmente a Alemania; los que permanecen residen principalmente en su antiguo corazón de Tur Abdin.

### Europa oriental
Esta emigración masiva ha resultado en el establecimiento de grandes comunidades de la diáspora yazidí en el extranjero. El más significativo de estos se encuentra en Alemania, que ahora tiene una comunidad de yazidíes de más de 200 000, que viven principalmente en Hannover, Bielefeld, Celle, Bremen, Bad Oeynhausen, Pforzheim y Oldenburg. La mayoría son de Turquía y, más recientemente, de Irak y viven en los estados occidentales de Renania del Norte-Westfalia y Baja Sajonia. Desde 2008, Suecia ha experimentado un crecimiento considerable en su comunidad de emigrantes yazidíes, que había crecido a alrededor de 4000 en 2010, y existe una comunidad más pequeña en los Países Bajos. Otros grupos de la diáspora yazidí viven en Bélgica, Dinamarca, Francia, Suiza, Reino Unido, Estados Unidos, Canadá y Australia; estos tienen una población total de probablemente menos de 5000.

### Estados Unidos
Una comunidad de yazidíes se ha establecido como refugiados en los Estados Unidos de América y Canadá. En particular, una comunidad muy grande de yazidíes ahora vive en Lincoln, Nebraska. Muchos de los hombres de la comunidad sirvieron como traductores para las Fuerzas Armadas de los Estados Unidos.

## Identidad
Las prácticas culturales yazidíes se observan en kurmanyi, que también es utilizado por casi todas las tradiciones religiosas transmitidas por vía oral de los yazidíes. Sin embargo, los yazidíes en Bashiqa y Bahzani hablan árabe como lengua materna. Aunque los yazidíes hablan principalmente en kurmanyi, su origen exacto es motivo de disputa entre los académicos, incluso entre la comunidad misma y entre los kurdos, ya sean étnicamente kurdos o si forman un grupo étnico distinto.  En Armenia, los yazidíes son reconocidos como un grupo étnico distinto.
Algunos yazidíes modernos se identifican como un subconjunto del pueblo kurdo, mientras que otros se identifican como un grupo etno-religioso separado. Según el antropólogo armenio Levon Abrahamian, los yazidíes generalmente creen que los kurdos musulmanes traicionaron al yazidismo al convertirse al Islam, mientras que los yazidíes se mantuvieron fieles a la religión de sus antepasados. En Irak y Armenia, los yazidíes son reconocidos como un grupo étnico. En la región autónoma del Kurdistán de Irak, los yazidíes se consideran kurdos étnicos, y la región autónoma considera a los yazidíes como los «kurdos originales». La única parlamentaria yazidí en el Parlamento iraquí, Vian Dakhil, también manifestó su oposición a cualquier movimiento que separe a los yazidíes de los kurdos. Los yazidíes también son considerados como kurdos étnicos en Georgia. La Unión Soviética registró a los yazidíes y los kurdos como dos grupos étnicos diferentes para el censo de 1926, pero los unió a los dos como una etnia en los censos de 1931 a 1989. Sharaf Khan Bidlisi Sheref-namehde 1597, cita a siete de las tribus kurdas como al menos en parte yazidíes, y a las confederaciones tribales kurdas como que contienen secciones sustanciales de yazidíes.
Por el contrario, durante sus viajes de investigación en 1895, el antropólogo Ernest Chantre visitó a los yazidíes en la Turquía de hoy e informó que los yazidíes afirmaban que los kurdos hablaban su idioma y no al revés.
Históricamente, ha habido persecuciones contra los yazidíes a manos de algunas tribus kurdas, y esta persecución ha amenazado en numerosas ocasiones la existencia de yazidíes como un grupo distinto. Algunas tribus yazidíes se convirtieron al islam y abrazaron la identidad kurda.

## Religión

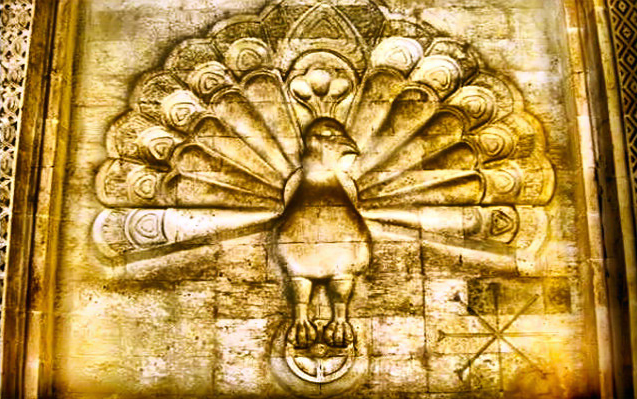
Melek Taus.

El yazidismo es una fe monoteísta, basada en la creencia en un Dios, que creó el mundo y lo confió al cuidado de una Heptad de siete Seres Sagrados, a menudo conocidos como Ángeles o sirvientes de heft (los Siete Misterios). Preeminente entre estos es Tawûsê Melek, también conocido como Melek Taus, el «ángel del pavo real». Tradicionalmente, los yazidíes que se casan con personas que no pertenecen a esta etnia, se consideran convertidos a la religión de su cónyuge.

## Genética
Los asirios y yazidíes modernos del norte de Irak pueden tener una continuidad genética más fuerte con el pueblo mesopotámico original. Las poblaciones asirias y yazidíes del norte de Irak se encontraron en medio de un continuo genético entre el Cercano Oriente y el sudeste de Europa.

Por consiguiente, a pesar de que corresponden a poblaciones aisladas y homogéneas, los asirios y yazidis contemporáneos del norte de Irak pueden de hecho tener una mayor continuidad con la población genética original del pueblo mesopotámico, lo que posiblemente proporcionó la base para la etnogénesis de varias poblaciones posteriores del Cercano Oriente.

## Percepciones occidentales
Como los yazidíes tienen creencias religiosas que en su mayoría son desconocidas para los forasteros, muchos no yazidíes han escrito sobre ellos y han atribuido a sus creencias hechos que tienen una dudosa validez histórica. Los yazidíes, quizás debido a su secretismo, también tienen un lugar en el ocultismo moderno.

### Literatura occidental

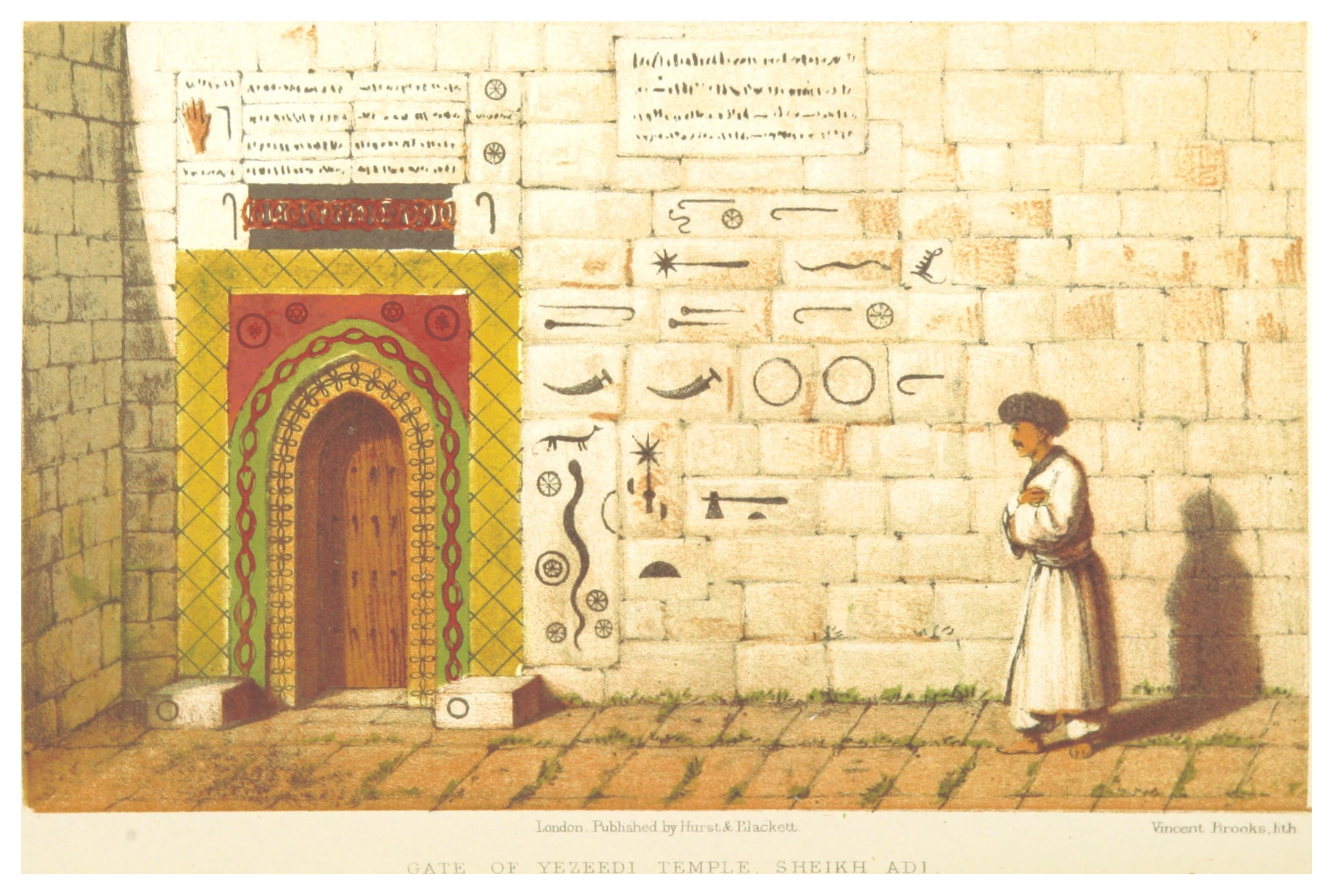
Imagen de A journey from London to Persepolis, 1865, p. 454.

En el libro de William Seabrook Adventures in Arabia: among the Bedouins, Druses, Whirling Dervishes and Yezidee Devil Worshipers, la cuarta sección, que comienza con el capítulo 14, está dedicada a los «Yezideos» y se titula «Entre los Yezideos». Los describe como «una misteriosa secta diseminada por todo Oriente, la más fuerte en Arabia del Norte, temida y odiada tanto por musulmanes como por cristianos, porque son adoradores de Satanás». En los tres capítulos del libro, describe completamente el área, incluyendo el hecho de que este territorio, su ciudad más sagrada, Sheik-Adi, no era parte de Irak.
George Gurdjieff escribió sobre sus encuentros con los yazidíes varias veces en su libro Meetings with Remarkable Men, mencionando que son considerados como «adoradores del diablo» por otras etnias de la región. Además, en el libro de Peter Demianovich Ouspensky In Search of the Miraculous, describe algunas costumbres extrañas que Gurdjieff observó en los niños yazidíes: «Me dijo, entre otras cosas, que cuando era niño había observado a menudo cómo los niños yezidíes no podían salir de un círculo trazado alrededor de ellos en el suelo».
Idries Shah, escribiendo bajo el seudónimo de «Arkon Daraul», en el libro de 1961 Secret Societies Yesterday and Today, describe el descubrimiento de una sociedad secreta influenciada por yazidíes en los suburbios de Londres llamada "Order of the Peacock Angel" (La Orden del Ángel del Pavo Real). Shah decía que Tawûsê Melek podía ser entendido, desde el punto de vista sufí, como una alegoría de los poderes superiores de la humanidad.<
En la historia de H. P. Lovecraft El horror de Red Hook, algunos de los extranjeros asesinos son identificados como pertenecientes al «clan Yezidi de adoradores del diablo».
En la novela histórica The Letter of Marque de la serie Aubrey-Maturin de Patrick O'Brian, publicada por primera vez en 1988 y ambientada durante las guerras napoleónicas, hay un personaje yazidíe llamado Adi. Su etnia se conoce como "Dasni".
Un personaje ficticio de yazidí es el superpoderoso oficial de policía King Peacock de la serie Top 10 (y cómics relacionados), que es retratado como un personaje amable y pacífico con un amplio conocimiento de la religión y la mitología. Se le describe como conservador, ético y con altos principios en la vida familiar. Un artista marcial increíblemente poderoso, es capaz de percibir y golpear los puntos más débiles de su oponente, un poder que, según él, se deriva de la comunicación con Melek Taus.

### Memorias del Ejército de los Estados Unidos
En sus memorias de su servicio con una unidad de inteligencia de la 101.ª División Aerotransportada del Ejército de los Estados Unidos en Irak durante 2003 y 2004, Kayla Williams (2005) registró que estuvo estacionada en el norte de Irak cerca de la frontera con Siria en un área habitada por Yezidíes. Según Williams, algunos yazidíes hablaban kurdo, pero no se consideraban kurdos y le expresaron su cariño por Estados Unidos e Israel. Únicamente pudo aprender un poco sobre la naturaleza de su religión: lo consideraba muy antiguo, y se preocupaba por los ángeles. Ella describe un santuario Yazidi en la cima de la montaña como «un pequeño edificio de roca con objetos que cuelgan del techo» y nichos para la colocación de ofrendas. Ella reportó que los musulmanes locales consideraban a los yadizíes como adoradores del diablo.
En un artículo de octubre de 2006 en The New Republic, Lawrence F. Kaplan se hace eco de los sentimientos de Williams sobre el entusiasmo de los yazidíes por la ocupación estadounidense de Irak, en parte porque los estadounidenses los protegen de la opresión de los musulmanes militantes y los kurdos cercanos. Kaplan observa que la paz y la calma de Sinjar es prácticamente única en el Irak:«Padres e hijos se alinean en las calles cuando pasan patrullas estadounidenses, mientras los clérigos yazidíes rezan por el bienestar de las fuerzas estadounidenses».
Tony Lagouranis comenta sobre un prisionero yazidí en su libro Fear Up Harsh: An Army Interrogator's Dark Journey through Iraq (El oscuro viaje de un interrogador del ejército a través de Irak):

Hay mucho misterio alrededor de los yazidíes, y mucha información contradictoria. Pero me sentí atraído por este aspecto de sus creencias: Yazidi no tiene un Satán. Melek Taus, un arcángel, el favorito de Dios, no fue expulsado del cielo como lo fue Satanás, en cambio, descendió, vio el sufrimiento y el dolor del mundo, y lloró. Sus lágrimas, que valieron miles de años, cayeron en los fuegos del infierno, extinguiéndolos. Si hay maldad en el mundo, no viene de un ángel caído o de los fuegos del infierno. El mal en este mundo está hecho por el hombre. Sin embargo, los humanos pueden, como Malek Taus, vivir en este mundo pero aún así ser buenos.

## Persecución de yazidíes
La creencia de algunos seguidores de otras religiones monoteístas de la región de que el «Ángel del Pavo Real» iguala a su propio espíritu maligno no redimido, Satanás, ha incitado a siglos de persecución de los yazidíes como «adoradores del diablo».

### Bajo el Imperio otomano
Una gran comunidad de yazidíes existía en Siria, pero declinó debido a la persecución del Imperio otomano. Los gobernadores otomanos de Diyarbakır, Mosul y Bagdad organizaron varias expediciones punitivas contra los yazidíes. El objetivo de estas persecuciones era la conversión forzada de los yazidíes al islam sunita hanafi del Imperio otomano.

### Irak post-invasión
El 7 de abril de 2007, una multitud de yazidíes apedrearon hasta la muerte a una joven kurda iraquí de 17 años de edad de fe yazidismo, Du'a Khalil Aswad. Los rumores de que la lapidación estaba relacionada con su supuesta conversión al Islam provocaron represalias contra los yazidíes por parte de los sunitas, incluida la masacre de Mosul de 2007. En agosto de 2007, unos 500 yazidíes murieron en una serie coordinada de bombardeos en Kahtaniya en el norte de Irak, que se convirtió en el atentado suicida más mortífero desde que comenzó la guerra de Irak. En agosto de 2009, al menos 20 personas murieron y 30 resultaron heridas en un doble atentado suicida en el norte de Irak, dijo un funcionario del Ministerio del Interior iraquí. Dos terroristas suicidas con chalecos explosivos perpetraron el ataque en un café de Sinjar, al oeste de Mosul; en Sinjar, muchos habitantes de la ciudad son miembros de la minoría yazidí.

### Estado Islámico del Irak y el Levante (ISIL)
En 2014, con los logros territoriales del grupo militante salafista que se autodenomina el Estado Islámico de Irak y el Levante (ISIL), se produjo una gran agitación en la población iraquí yazidí. ISIL capturó Sinjar en agosto de 2014 tras la retirada de las tropas de Peshmerga de Masud Barzani, obligando a 50.000 yazidíes a huir a la región montañosa cercana. A principios de agosto, la ciudad de Sinjar estaba casi desierta, ya que las fuerzas kurdas de Peshmerga, ya no podían impedir el avance de las fuerzas de ISIL que había declarado previamente que los yazidíes eran adoradores del diablo y había tomado los dos pequeños campos petroleros cercanos y la ciudad de Zumar como parte de un plan para tratar de tomar la represa hidroeléctrica de Mosul. Hasta 200.000 personas —incluidos unos 40.000 yazidíes— huyeron de la ciudad antes de ser capturada por las fuerzas de ISIL, lo que hizo temer una tragedia humanitaria. Junto con los yazidíes locales que huían de Sinjar, había yazidíes y chiíes que huyeron a la ciudad un mes antes, cuando ISIL capturó la ciudad de Tal Afar.
La mayor parte de la población que huyó de Sinjar se retiró a través de una caminata por las montañas cercanas con el objetivo final de llegar a Dohuk, en el Kurdistán iraquí —normalmente a cinco horas en coche—. Los refugiados expresaron su preocupación por los ancianos y los enfermos de salud frágil, que informaron a los periodistas de su falta de agua. Los informes procedentes de Sinjar indicaban que los yazidíes enfermos o ancianos que no podían hacer la caminata estaban siendo ejecutados por ISIL. El parlamentario yazidí Haji Ghandour dijo a los periodistas que «en nuestra historia, hemos sufrido 72 masacres. Nos preocupa que Sinjar pueda ser la 73». Los grupos de la ONU dijeron que al menos 40.000 miembros de la secta de los yazidíes, muchos de ellos mujeres y niños, se habían refugiado en nueve lugares del monte Sinjar, una escarpada cresta de 1.400 metros de altura identificada en la leyenda local como el lugar de descanso final del arca de Noé, que se enfrentaba a la matanza a manos de los yihadistas que los rodeaban si huían, o a la muerte por deshidratación si permanecían en él. Entre 20.000 y 30.000 yazidíes, la mayoría de ellos mujeres y niños, asediados por ISIL, escaparon de la montaña después de que las Unidades de Protección Popular (YPG) y el Partido de los Trabajadores de Kurdistán (PKK) intervinieron para detener a ISIL y abrieron un corredor humanitario para ellos, ayudándoles a cruzar el Tigris hacia Rojava. Según oficiales kurdos, algunas minorías yazidíes fueron escoltadas de vuelta al Kurdistán iraquí por las fuerzas de Peshmerga y YPG.
Su difícil situación recibió cobertura de los medios de comunicación internacionales, lo que llevó al presidente de Estados Unidos, Barack Obama, a autorizar la distribución humanitaria de comidas y agua a miles de yazidíes y minorías religiosas cristianas atrapadas en la montaña de Sinjar. El presidente Obama también autorizó «ataques aéreos selectivos» contra militantes islámicos en apoyo de la asediada minoría religiosa y para proteger al personal militar estadounidense en el noroeste de Irak. La asistencia humanitaria estadounidense comenzó el 7 de agosto de 2014, con la Real Fuerza Aérea británica, que posteriormente contribuyó al esfuerzo de ayuda. En una reunión de emergencia en Londres, el primer ministro australiano Tony Abbott también prometió apoyo humanitario, mientras que las naciones europeas resolvieron unirse a Estados Unidos para ayudar a armar a los combatientes de Peshmerga ayudando a los yazidíes con armamento más avanzado.
Más tarde, los combatientes del PKK y el YPG con Peshmergas y el apoyo de los ataques aéreos estadounidenses ayudaron al resto de los yazidíes atrapados a escapar de la montaña. Un cooperante en la operación de evacuación describió las condiciones en el Monte Sinjar como «un genocidio», tras haber presenciado cientos de cadáveres. Las niñas yazidíes en Irak presuntamente violadas por combatientes de ISIL se han suicidado al saltar a la muerte desde el monte Sinjar, como se describe en una declaración de testigos. En Sinjar, ISIL destruyó un santuario chiita y exigió que el resto de la población se convirtiera a su versión del Islam, pagara yizia (un impuesto religioso) o fuera ejecutada.
Las mujeres capturadas son tratadas como esclavas sexuales o como botín de guerra, y algunas son llevadas al suicidio. Las mujeres y las niñas que se convierten al islam y son vendidas como novias, las que se niegan a convertirse son torturadas, violadas y eventualmente asesinadas. Nadia Murad, una activista de derechos humanos y Premio Nobel de la Paz 2018, fue secuestrada y utilizada como esclava sexual por el ISIL en 2014.
Haleh Esfandiari del Centro Internacional para Académicos Woodrow Wilson ha destacado el abuso de mujeres locales por parte de militantes de ISIL después de haber capturado un área. «Por lo general, llevan a las mujeres mayores a un mercado de esclavos improvisado y tratan de venderlas. Las niñas más jóvenes son violadas o casadas con combatientes», dijo, añadiendo que «se basa en matrimonios temporales, y una vez que estos combatientes han tenido relaciones sexuales con estas jóvenes, simplemente las transmiten a otros combatientes».  Hablando de las mujeres yazidíes capturadas por ISIL, Nazand Begikhani dijo que «estas mujeres han sido tratadas como si fueran ganado....». Han sido objeto de violencia física y sexual, incluida la violación sistemática y la esclavitud sexual. «Han estado expuestas en los mercados de Mosul y Raqqa, Siria, con etiquetas de precio». La doctora Widad Akrawi activista de derechos humanos, dijo que «ISIL utiliza la esclavitud y la violación como armas de guerra».

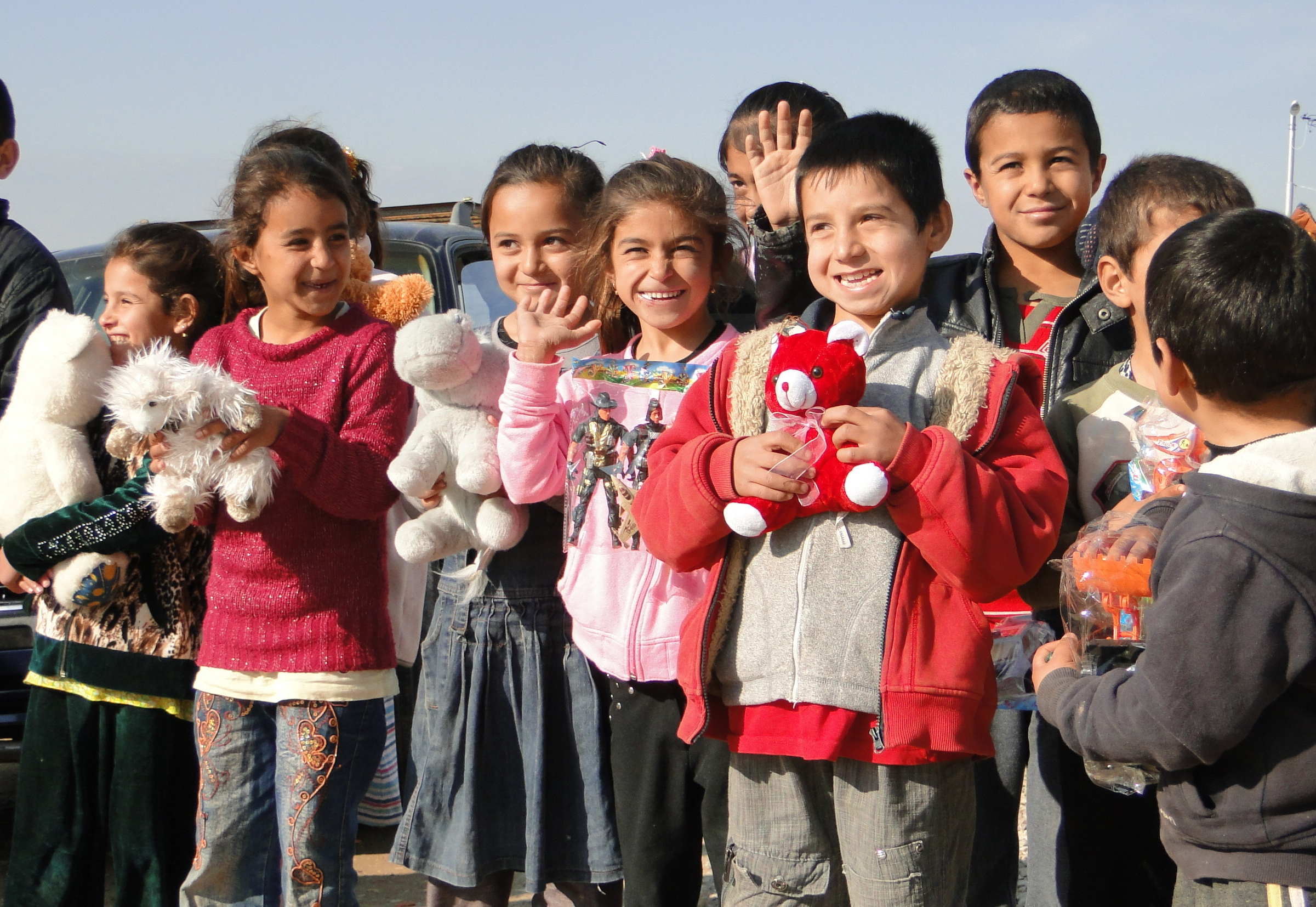
«Defend International» proporcionó ayuda humanitaria a los refugiados yazidíes en el Kurdistán iraquí en diciembre de 2014.

En septiembre de 2014, «Defend International» lanzó una campaña mundial titulada «Salvemos a los yazidis: el mundo tiene que actuar ahora» para concienciar sobre la tragedia de los yazidis en Sinjar y coordinar las actividades relacionadas con la intensificación de los esfuerzos para rescatar a las mujeres y niñas y cristianas capturadas por ISIL. En octubre de 2014, las Naciones Unidas informaron de que más de 5.000 yazidíes habían sido asesinados y de 5.000 a 7.000 —en su mayoría mujeres y niños— habían sido secuestrados por ISIL. En el mismo mes, la Presidenta de «Defend International» dedicó su Premio Internacional de la Paz Pfeffer 2014 a los yazidíes, y pidió a la comunidad internacional que se asegurara de que las víctimas no fueran olvidadas, sino que fueran rescatadas, protegidas, plenamente asistidas e indemnizadas de manera justa.
ISIL, en su revista digital Dabiq, ha reclamado explícitamente una justificación religiosa para esclavizar a las mujeres yazidíes. En diciembre de 2014, Amnistía Internacional publicó un informe.  A pesar de la opresión que han sufrido las mujeres yazidíes, han aparecido en las noticias como ejemplos de represalias. Han recibido entrenamiento y han tomado posiciones en la primera línea de combate, constituyendo alrededor de un tercio de las fuerzas de la coalición Kurd-Yazidi, y se han distinguido como soldados.